# Авиjа Av-36 Бојар
Авија Av-36 Бојар  (Avia Av-36 Boјar) је чехословачки спортски авион, двоседи једномоторни кабински моноплан, висококрилац настао непосредно после Другог светског рата. Произвела га је фирма Авиа а први пут је полетео 1946. године.

## Пројектовање и развој
Авион Авија Av-36 је био један од неколико лаких авиона који су се појавили у Чехословачкој убрзо после Другог светског рата. Главни конструктор овог авиона је био инж. Франтишека Новотног.
Авион је био намењен почетној обуци пилота како војних тако и пилота по аероклубовима. Авион је конципиран као: конзолни висококрилац са клипним мотором Walter Mikron 4-III од 65 кс, фиксним стајним трапом и мешовитом конструкцијом.
За време рада на овом пројекту умро је главни конструктор инж. Франтишек Новотни  па је пројект наставио инж. Јиржи Шрамл.
Прототип Av-36 је извео први лет 16. јула 1946. а новембра исте године појавио се на Салону Аеронаутикуе у Ле Буржеу, Париз, Француска.
Даље усавршавање овог авиона је преузео од новембра 1946. године, инжењер Карел Томаш.

## Технички опис
Носећа конструкција авиона Авија Av-36 Бојар је била просторна решеткаста конструкција направљена од заварених челичних цеви високе чврстоће. Предњи део авиона, мотор и део трупа непосредно иза мотора је био обложен алуминијумским лимом а остали део трупа је био обложен импрегнираним платном. Попречни пресек трупа је био правоугаоног облика са заобљеном горњом страницом. У трупу се налазила затворена кабина са двоја врата са сваке стране авиона по једна. Пилоти су седели један поред другог. Авион је био опремљен са дуплим командама воланима (алтернатива су палице). Кабина је имала велике ветробране и бочне прозоре што је омогућавало добру прегледност.
Погонска група овог авиона је био четвороцилиндрични линијски мотор са ваздушним хлађењем Walter Mikron 4-III и дрвена двокрака Авијина вучна елиса фиксног корака и пречника 1,75 m.
Крило је једноделно, конзолно потпуно дрвене конструкције са две кутијасте рамењаче и дрвеним ребрима обложено шперплочом. Крило је било средње дебелог профила а за носећу конструкцију трупа било је везано завртњима. У празнину крила су били смештени резервоари за гориво укупне запремине 45 литара. Облик крила је био трапезаст са равним крајевима. Нападна ивица крила је била права и управна на осу трупа авиона. Излазна ивица крила је била коса у односу на осу трупа, сужавајући крила ка крајевима. Крила су имала дрвена крилца (елероне) са платненом облогом и закрилци задње ивице од целог дрвета између елерона и трупа исте конструкције као и крила.
Репне површине су биле класичне, вертикални стабилизатор са кормилом правца и два хоризонтална стабилизатора са кормилима дубине. Сви елементи репа су били дрвене конзолне конструкције а облога од платна.
Стајни трап је био фиксан (неувлачећи), напред је имао две независне еластичне ноге са нископритисним гумама и механичким добош кочницама. Предвиђено је да точкови имају аеродинамичке облоге али на првом прототипу нису биле. Испод репа авиона се налазио самоуправљиви точак на еластичном стубу.

## Верзије
Направљена су две верзије овог авиона и то једна као прерада првог прототипа (Av-136) а други прототип са јачим мотором (Av-236).
- Av-136 - побољшана верзија авиона Av-36.
- Av-236 - модел авиона са мотором Тома снаге 105

## Земље које су користиле авион
- Чехословачка